# IC 225
IC 225 је елиптична галаксија у сазвјежђу Кит која се налази на листи објеката дубоког неба у Индекс каталогу.
Деклинација објекта је + 1° 9' 39" а ректасцензија 2h 26m 28,2s. Привидна величина (магнитуда) објекта IC 225 износи 13,3 а фотографска магнитуда 14,3. IC 225 је још познат и под ознакама UGC 1907, MCG 0-7-13, MK 1038, KUG 0223+009, CGCG 388-16, NPM1G +00.0092, PGC 9283.